# Rochelle Stevens
Rochelle Stevens (Memphis, 8 settembre 1966) è un'ex velocista statunitense, specializzata nei 400 metri piani.
In carriera è stata campionessa olimpica e mondiale della staffetta 4×400 metri.

## Palmarès
| Anno | Manifestazione      | Sede         | Evento      | Risultato | Prestazione | Note |
| ---- | ------------------- | ------------ | ----------- | --------- | ----------- | ---- |
| 1987 | Giochi panamericani | Indianapolis | 4×400 m     | Oro       | 3'23"35     |      |
| 1991 | Mondiali            | Tokyo        | 4×400 m     | Argento   | 3'20"15     |      |
| 1992 | Giochi olimpici     | Barcellona   | 400 m piani | 6ª        | 50"11       |      |
| 1992 | Giochi olimpici     | Barcellona   | 4×400 m     | Argento   | 3'20"92     |      |
| 1995 | Mondiali            | Göteborg     | 4×400 m     | Oro       | 3'22"39     |      |
| 1996 | Giochi olimpici     | Atlanta      | 4×400 m     | Oro       | 3'20"91     |      |